# Поркуни
По́ркуни (эст. Porkuni) — деревня в волости Тапа уезда Ляэне-Вирумаа, Эстония. 
До административно-территориальной реформы 2017 года входила в состав волости Тамсалу.

## География и описание
Расположена в 15 километрах к юго-востоку от города Тапа. Расстояние до Таллина по шоссе — 110 км. Высота над уровнем моря — 124 метра.
Климат умеренный. Официальный язык — эстонский. Почтовый индекс — 46001.

## Население
По данным переписи населения 2021 года, в Поркуни насчитывалось 145 жителей, из них 138 (95,2 %) — эстонцы.
По данным переписи населения 2011 года, в деревне проживали 148 человек, 143 (96,6%) из них — эстонцы.
Численность населения деревни Поркуни:
| Год  | 2000 | 2005 | 2007 | 2008 | 2009 | 2010 | 2011 | 2012 | 2014 | 2015  | 2016 | 2017 | 2018 | 2019 | 2020 | 2021 |
| ---- | ---- | ---- | ---- | ---- | ---- | ---- | ---- | ---- | ---- | ----- | ---- | ---- | ---- | ---- | ---- | ---- |
| Чел. | 239  | ↘209 | ↘202 | ↘198 | ↘189 | ↘187 | ↘183 | ↘178 | ↘167 | ↘ 162 | ↘150 | ↘148 | ↗150 | ↘146 | ↘140 | ↗145 |

## История
Первое упоминание о населённом пункте, возможно, относится к 1407 году, когда в 3-й Псковской летописи появляется запись о Порху, как месте, где прошло войско князя Константина в его военном походе  за реку Нарву; в 1732 году упоминается мыза (замок) Поркхольм (нем. Schloß Borckholm, Поркхольми, эст. Porkholmi mõis).
Считается также, что Поркуни получила своё название по имени Таллинского епископа Симона фон дер Борха (Simon von der Borch), который в 1479 году приказал построить на окружённом озером острове укреплённое городище. Его окружала  высокая каменная стена,  внутри находились длинные и узкие помещения, а во дворе городища — церковь и колодец. Кроме привратной башни по углам стены и по бокам было семь башен. В XVI веке за епископский замок велись ожесточённые сражения, к началу XVII века он уже был в руинах и как укреплённое место больше не упоминался. В народе эти руины называли Старый Город (эст. Vana Linn).
На военно-топографических картах Российской империи (1846–1863 годы), в состав которой входила Эстляндская губерния, рядом с епископским замком (городищем) обозначена мыза Шлосъ-Боркхольмъ.
В настоящее время от городища Поркуни сохранились частично перестроенная привратная башня и множество старинных ходов и подвалов. Нижняя часть башни в объёме трёх этажей четырёхугольная, последний этаж — восьмиугольный. Четвёртый и пятый этажи были перестроены, вероятно, в жилые помещения для стражи; в них сохранилась каменная чаша для мытья рук и характерные для строений средневековой Эстонии камины с кирпичными сердцевинами. Представляют интерес внутренние порталы и оконные проёмы из подрубленных камней на лестничных пролётах. Башня и руины городища Поркуни находятся под защитой государства и внесены в Государственный регистр памятников культуры Эстонии.
Рядом с так называемым Старым городом, с которым связано множество легенд, в 1870—1874 годах был построен господский особняк. В 1953—1956 годах было построено учебное здание специнтерната.
В 1924 году в Поркуни была переведена школа глухонемых, открытая в 1866 году в Вяндра. Перед школьным зданием установлен памятный знак в честь Эрнста Соколовского (Ernst Sokolowski), основателя Эстонской школы глухонемых.
В 1920-х годах, после земельной реформы, на землях мызы возникло поселение Поркуни. В 1977 году оно получило статус деревни. В том же году, во время кампании по укрупнению деревень, с Поркуни была объединена деревня Йыэотса, образованная в 1970 году.

## Инфраструктура
В деревне есть государственная школа. Новое, современное школьное здание было построено к лету 2011 года. Есть интернет-связь, автобусное сообщение с Раквере, Тапа, Вяйке-Маарья, Пайде и Таллином.
В июне 1992 года в Поркуни был открыт Музей плитняка. Он располагается в сохранившейся от городища XV века смотровой башне. С мая 1992 года плитняк считается эстонским национальным камнем. С башни открывается красивый вид на окрестности. К Музею плитняка также относится старый плитняковый карьер на северо-западном краю парка бывшей мызы Поркуни.
Поркуни является одним из самых красивых мест природы в Ляэне-Вирумаа. Это популярное место летнего отдыха с реновированными ходовыми мостиками для плавания на озере, песчаным пляжем, игровой площадкой и вышкой для прыжков в воду. Работает прокат лодок, водных велосипедов и каноэ. Окрестности Поркуни ориентированы на туризм: приведены в порядок берега озера Поркуни, проложены парковые дорожки. Через Поркуни проходит международный веломаршрут EuroVelo. В Поркуни проводится международный детский фольклорный фестиваль «Поркуни Пиллар» (Porkuni Pillar).

## Достопримечательности
- Башня замка Боркхольм (городища Поркуни) и мыза Боркхольм (Поркуни)[15], памятники культуры;
- природный парк Поркуни[16];
- скульптура «Играющие дети» («Мать Поркуни»), памятник культуры. Автор Айме Юрьё[эст.], серый гранит, изготовлена в 1976 году, под охраной государства с 1997 года. Размеры: высота 210 см, ширина 86 см[17].

## Галерея
- Башня городища Поркуни
- Господский дом мызы Поркуни
- Поркуни зимой
- Озеро Поркуни
- Платформенные осадки ордовикского периода в Поркуни, расчищенные в 2017 году